# Montrigaud
Montrigaud foi uma comuna francesa na região administrativa de Auvérnia-Ródano-Alpes, no departamento de Drôme. Estendia-se por uma área de 28,73 km². Em 2010 a comuna tinha 1 040 habitantes (densidade: 36,2 hab./km²).
Em 1 de janeiro de 2019, passou a formar parte da nova comuna de Valherbasse.